# فرانس هيرون
فرانس هيرون (بالإنجليزية: France Herron)‏ هو محرر أمريكي، ولد في 1918، وتوفي في 1966.

## وصلات خارجية
- فرانس هيرون على موقع IMDb (الإنجليزية)